# Canimated Nooz Pictorial, No. 10
Canimated Nooz Pictorial, No. 10 è un cortometraggio muto del 1916. Il nome del regista non viene riportato nei crediti.

## Produzione
Il film fu prodotto dalla Essanay Film Manufacturing Company.

## Distribuzione
Uscito in sala il 24 maggio 1916, nelle proiezioni, veniva programmato con il sistema dello split reel, accorpato in un'unica bobina con un altro cortometraggio della Essanay.